# Charles Decaen

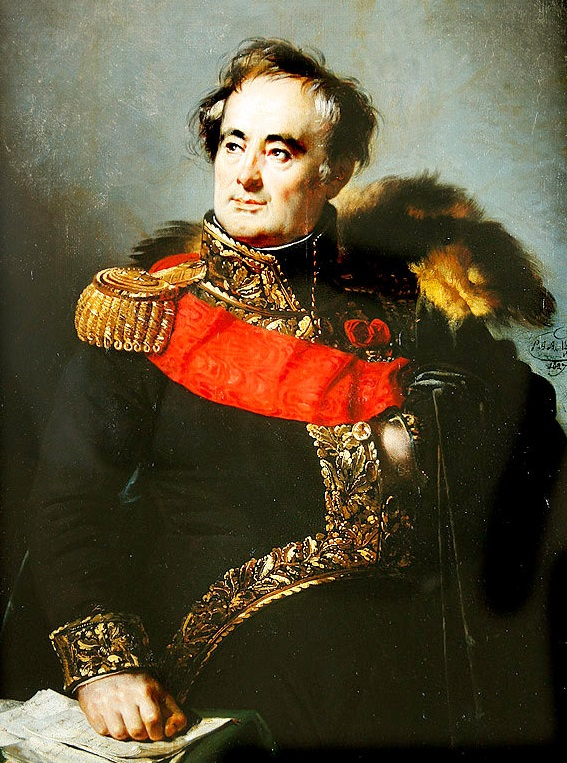
Generaal Decaen

Charles Mathieu Isidore Decaen of de Caen (Caen, 13 april 1769 - Deuil-la-Barre, 9 september 1832) was een Frans generaal.
Hij was de zoon van een gerechtsdeurwaarder. Hij nam dienst bij de koninklijke marine als kanonnier, stapte dan over naar het burgerleven en nam in 1792 opnieuw dienst in een bataljon van het departement Calvados.
Hij diende het volgende jaar in het belegerde Mayence onder Jean-Baptiste Kléber. Hij kreeg bevorderingen tot adjudant, onderluitenant, luitenant en kapitein.
Hij nam deel aan de campagnes in het departement Vendée onder generaals Jean Baptiste Camille Canclaux, Jean-Baptiste Annibal Aubert du Bayet, Jean Victor Marie Moreau en Kléber.
Na een verkenningsopdracht aan de grenzen van kanton Bazel werd hij op 3 juli 1796 bevorderd tot brigade-generaal.
Bij de aanval van Frantzenthal werd hij krijgsgevangengenomen, maar geruild tegen een andere krijgsgevangene.
In 1796 hielp hij generaal Moreau met operaties rond de Rijn, de oversteek ervan en het beleg van Kehl.
In 1800 veroverde hij bij de brug van Erbach over de Donau, voor Ulm, een konvooi van 400 wagens met graan. Hij veroverde München op generaal Merfeld. Hij besliste de slag bij Hohenlinden door onverwacht 6000 man naar Moreau te sturen. Op 16 mei 1800 werd hij divisiegeneraal.
In 1802 werd hij bevelhebber van Frans-Indië. Hij reisde eerst naar Pondichéry en dan naar Mauritius, toen île de France genoemd, dat hij acht jaar lang verdedigde tegen de Britten. Hij maakte vele Britse handelsschepen buit en nam de Britse ontdekkingsreiziger Matthew Flinders gevangen gedurende zes jaar. Zijn militaire veldtocht op Mauritius combineerde hij met de post van gouverneur-generaal van de Mascarenen (1803-1810).
In 1810 vielen 20000 Britten zijn garnizoen van 1200 man aan. Hij bood weerstand, maar gaf zich dan over, waarbij hij het eiland verliet.
Hij kwam in 1811 terug in Frankrijk met zijn vier fregatten. In hetzelfde jaar kreeg hij het bevel over het leger van Catalonië.
In 1814 richtte hij het leger van de Gironde op en heroverde Bordeaux op de Britten. Na de Slag bij Toulouse en de troonsafstand van Napoleon als keizer sloot hij een wapenstilstand met de Britse generaal er erkende hij Lodewijk XVIII.
Hij werd bevelhebber van de 11e militaire divisie van Bordeaux. In 1815 vernamen hertog Lodewijk van Frankrijk en hertogin van Angoulème Marie Thérèse van Frankrijk te Bordeaux de landing van Napoleon te Juan-les-Pins. Na het vertrek van de prinses ontving hij generaal Bertrand Clauzel, waarvoor hij later 15 maanden gevangenisstraf kreeg.
Hij werd vrijgelaten, maar was zijn werk kwijt. Hij stierf aan een hersenbloeding.
- Bibliothèque nationale de France: cb13743764h (data)
- Catàleg d'autoritats de noms i títols de Catalunya: 981058509794906706
- Gemeinsame Normdatei: 135844037
- International Standard Name Identifier: 0000 0000 5582 4016
- Library of Congress Control Number: n2008005983
- Base Léonore: LH//681/24
- Nationale Bibliotheek van Tsjechië: mub2016923896
- Nationale Bibliotheek van Israël: 987007429596305171
- SNAC: w6tb2h6c
- Système universitaire de documentation: 030967430
- Virtual International Authority File: 307492466
- WorldCat: E39PBJqFJGxQ93qyvHWQc3kxDq